# Muzeum Żandarmerii i Kina w Saint-Tropez
Muzeum Żandarmerii i Kina w Saint-Tropez (fr. Le musée de la Gendarmerie et du Cinéma de Saint-Tropez) – muzeum znajdujące się w Saint-Tropez i ukazujące historię miejscowej brygady żandarmerii oraz przedstawiające dorobek filmowy miejscowości, która począwszy od lat 60. XX wieku była miejscem nagrywania produkcji filmowych.

## Opis
Muzeum zostało otwarte 26 czerwca 2016. Budynek muzeum w latach 1879–2003 służył brygadzie żandarmów z Saint-Tropez, a przed jego otwarciem został specjalnie w tym celu zmodernizowany w środku i odnowiony z zewnątrz.
Ekspozycja muzealna skupia się na trzech różnych obszarach. Przedstawia historię samego budynku oraz korpusu miejscowej żandarmerii. W tym celu odtworzone zostało wyposażenie posterunku z lat 60. XX wieku.
Po drugie, ukazuje historię i okoliczności kręcenia w miasteczku sześcioczęściowej serii filmowej o przygodach żandarmów z Saint-Tropez w reżyserii Jeana Giraulta. Pierwsza część sagi pt. Żandarm z Saint-Tropez, z główną rolą Louisa de Funèsa jako sierżanta Cruchota, nakręcona została w 1964. Ostatnia zaś, pt. Żandarm i policjantki w 1982. Wszystkie, oprócz ostatniej, nagrywane były w budynku muzeum. Wśród eksponatów znalazły się przedmioty z planu filmowego, umundurowanie aktorów, taśma filmowa, maszynopisy scenariuszów, rekwizyty wykorzystane w filmach, rekonstrukcje pojazdów. Prezentowany jest również scenariusz siódmej, niezrealizowanej części, która miała nosić tytuł Żandarm i cesarz i przenosić żandarmów w czasy bitwy pod Waterloo.
Trzecia część ekspozycji odnosi się do pozostałych produkcji filmowych kręconych i związanych z Saint-Tropez oraz z departamentem Var. Przedstawia eksponaty związane m.in. z produkcją filmu pt. I Bóg stworzył kobietę w reżyserii Rogera Vadima z tytułową rolą Brigitte Bardot, a także filmu pt. Basen z udziałem Romy Schneider. Ukazane zostały również sylwetki reżyserów: Philippe’a Harela i Danièle Thompson. Ogółem, w muzeum zebranych zostało trzy tysiące różnych eksponatów: plakatów, fotografii, przedmiotów z planów filmowych i rekonstrukcji.

## Galeria

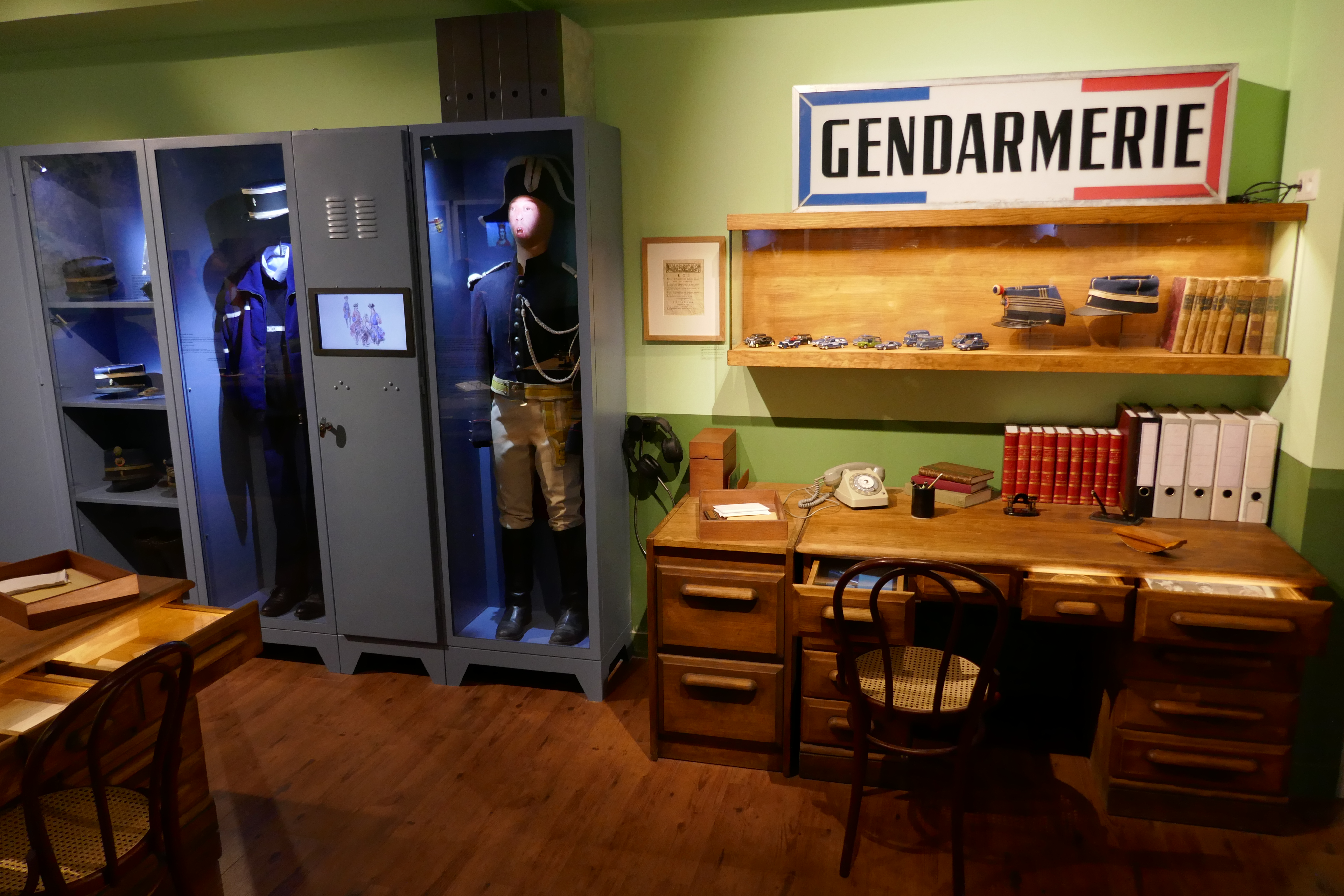
Rekonstrukcja posterunku żandarmerii
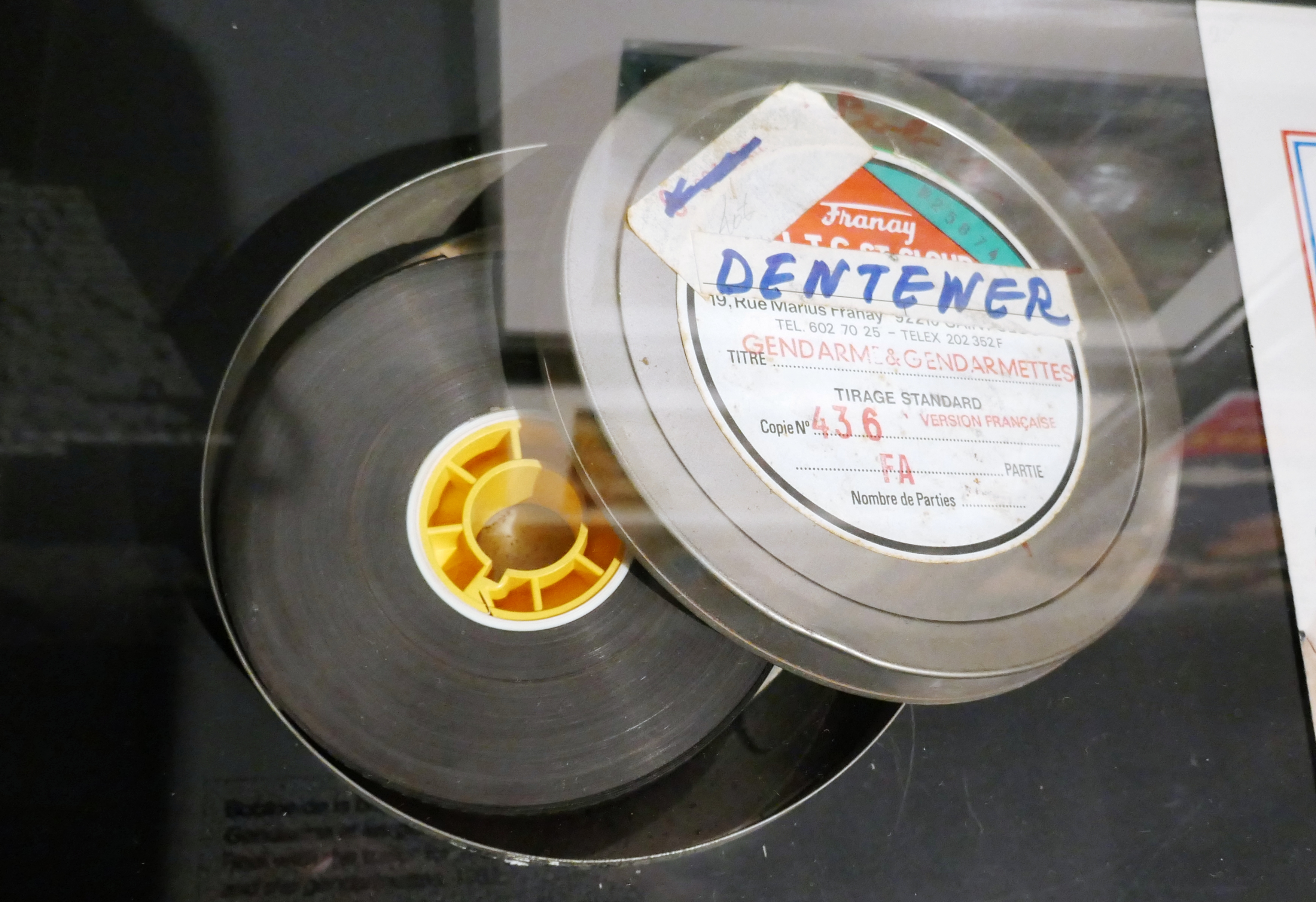
Taśma filmu Żandarm i policjantki
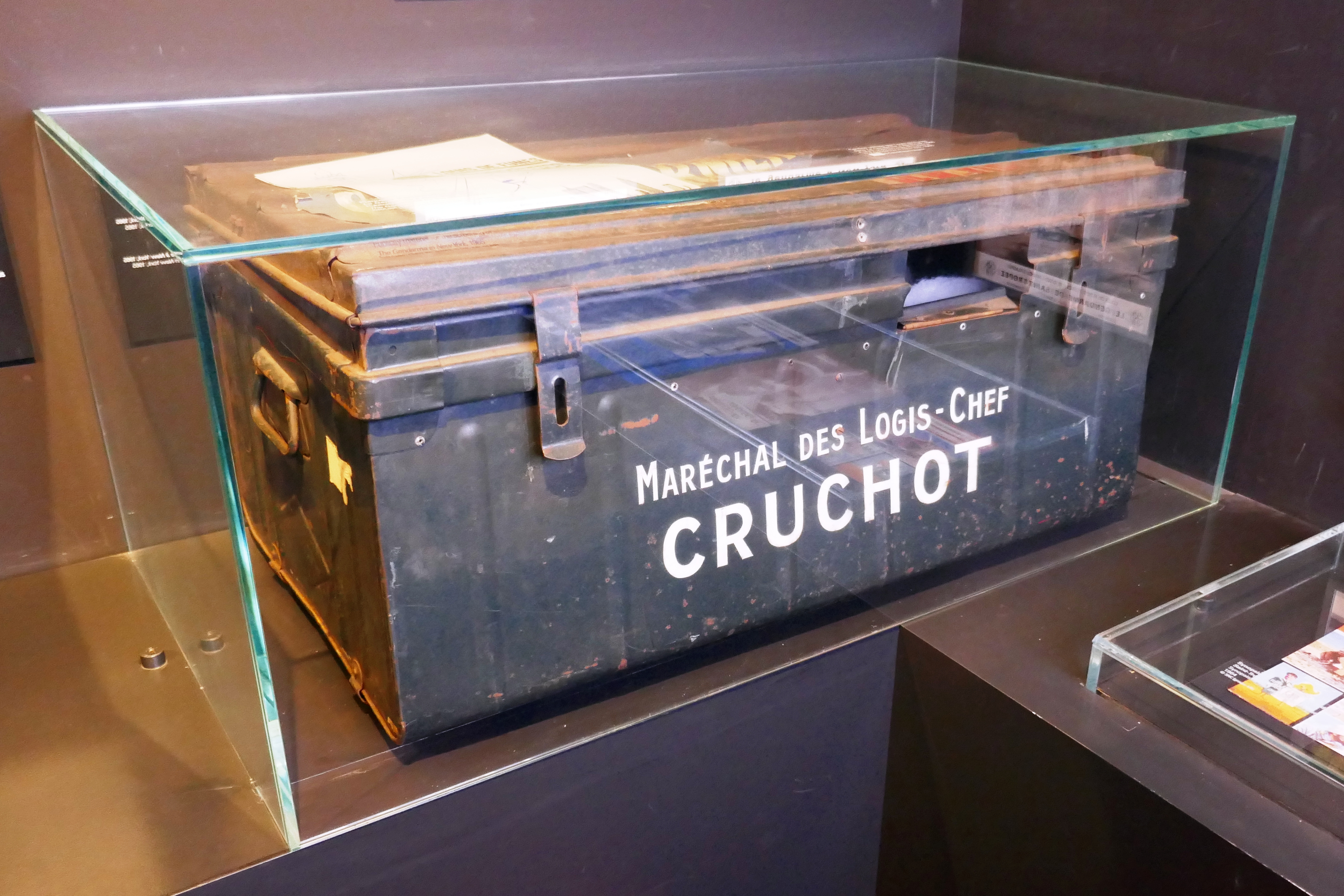
Rekwizyt z filmu Żandarm w Nowym Jorku
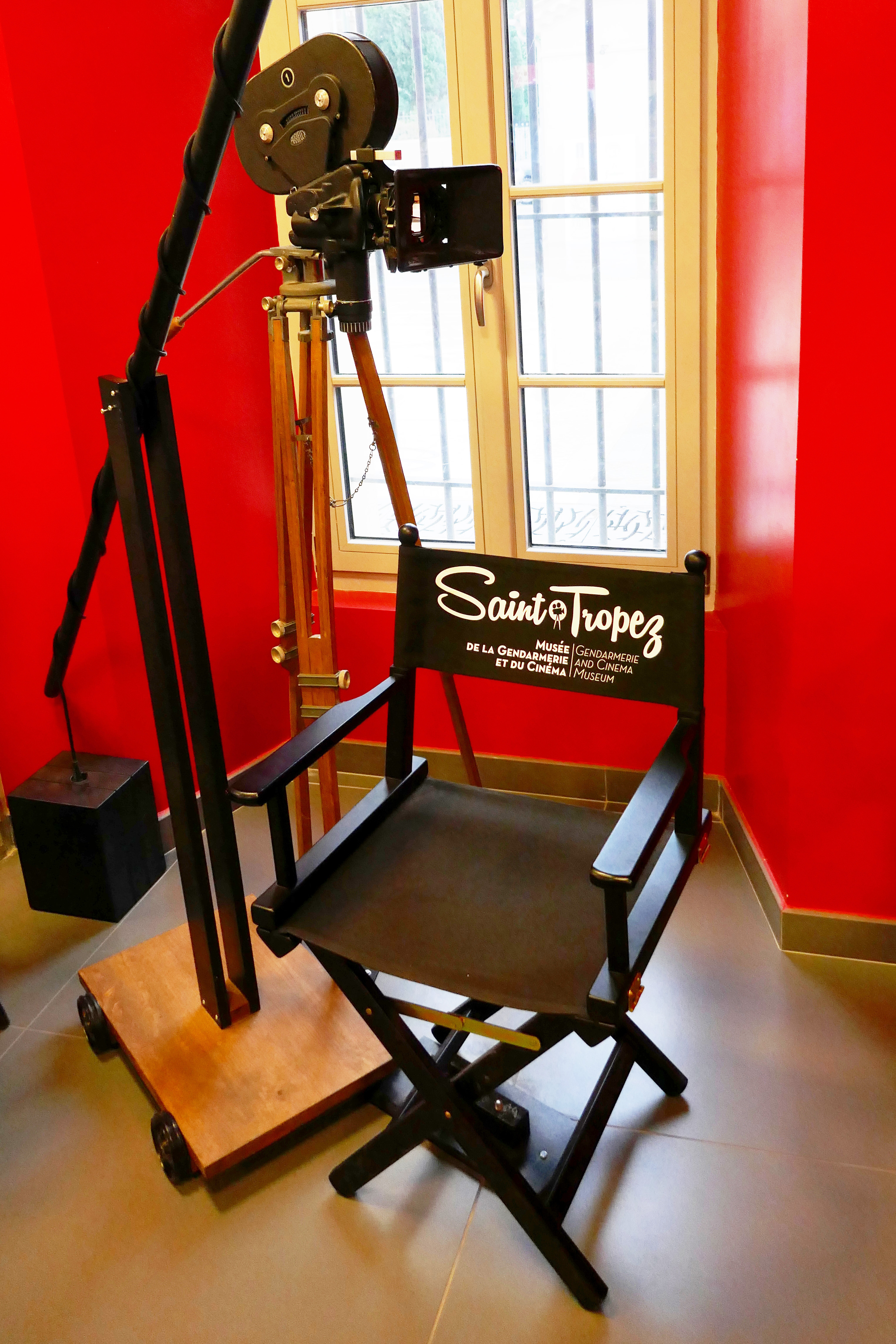
Wejście do muzeum